# Michael Nader
Michael Nader (Saint Louis (Missouri), 19 februari 1945 – San Francisco, 23 augustus 2021) was een Amerikaans acteur.

## Biografie
Nader werd geboren in Saint Louis in Missouri maar verhuisde al op jonge leeftijd naar Beverly Hills. Nader ging naar het Santa Monica City College in Los Angeles, waar hij zijn acteercarrière begon. Het meest bekend is Nader geworden in zijn rol als Dex Dexter in de televisieserie Dynasty, waar hij in 151 afleveringen speelde (1983-1989), en als Dimitri Marick in de televisieserie All My Children, waar hij in 397 afleveringen speelde (1991-2013).
Nader trouwde in 1984 en kreeg met zijn vrouw een maand na het huwelijk een  dochter, Lindsay Michelle. Later zou hij nog tweemaal trouwen. Nader overleed op 76-jarige leeftijd aan de gevolgen van kanker.

## Filmografie

### Films
Uitgezonderd korte films.
- 1996: Fled – als Mantajano
- 1992: The Finishing Touch – als Sam Stone
- 1991: Perry Mason: The Case of the Maligned Mobster – als Johnny Sorrento
- 1988: The Great Escape II: The Untold Story – als Burchardt
- 1988: Lady Mobster – als Nick Scalfone
- 1967: The Trip – als partner van Nadine in scene
- 1967: Don't Make Waves - als surfer
- 1966: Fireball 500 – als Joey
- 1966: Three on a Couch - als jongeman
- 1965: Sergeant Dead head – als politieagent
- 1965: How to Stuff a Wild Bikini – als Mike
- 1965: Ski Party – als Bobby
- 1965: Beach Blanket Bingo – als Butch
- 1964: Pajama Party – als Pajama Boy
- 1964: Bikini Beach – als surfer
- 1964: For Those Who Think Young – als collega
- 1964: Muscle Beach Party – als surfer
- 1963: Beach Party – als strandjongen

### Televisieseries
Uitgezonderd eenmalige gastrollen.
- 2013: All My Children - als Dimitri Marick - 42 afl.
- 1991-2001: All My Children - als Dimitri Marick - 406 afl.
- 1990-1991: The Flash – als Nicholas Pike – 2 afl.
- 1990: Lucky Chances – als Enzio Bonnatti – 3 afl.
- 1983-1989: Dynasty – als Dex Dexter – 152 afl.
- 1983: Bare Essence – als Alexi Theophilus – 5 afl.
- 1965-1966: Gidget – als Siddo – 8 afl.